# Крэсеску, Виктор
Виктор Крэсеску (настоящая фамилия Крысюк; рум. Victor Crăsescu, 16 октября 1849, Кишинёв — 1918, Слэник) — молдавский и румынский новеллист. Известен под псевдонимом Ştefan Băsărăbeanu, то есть «Штефан Бесарабец». Из его новелл особенно удачна «Spirca». Крэсеску преимущественно описывал жизнь бессарабских и добруджских рыбаков.

## Биография
Виктор Крэсеску родился в семье чиновника. Учился в кишинёвской духовной семинарии, затем в Новороссийском университете. Участвовал в народническом движении, эмигрировал в Швейцарию. В 1879 году переехал в Румынию, где примкнул к социалистам. Окончил медицинский факультет Бухарестского университета. Работал врачом. Основные произведения: «Очерки из жизни Кишинёвской семинарии» (1884—91), Рассказы «Виновен ли он?» (1884), «Буря» (1884), «Дикарь» (1885), роман «Еврей» (1898; о деревне с её социальными противоречиями), новеллы «Восторг» (1884) и «Спирка» (1887).